# پرچم مریلند
پرچم مریلند در ۳ فوریه ۲۰۱۴ پذیرفته شد.